# Cees van Espen
Cees van Espen (Arnhem, 28 maggio 1938) è un ex ciclista su strada olandese.
Professionista tra il 1964 e il 1969, vinse una tappa al Tour de France.

## Carriera
Passò professionista nel 1964 con la Televizier, squadra in cui rimase per quattro stagioni con due partecipazioni al Tour de France. Proprio nella Grande Boucle ottenne il suo successo più importante, la tappa di Châteaulin nel 1965. Nel 1968 passò alla Peycom, mentre nel 1969 corse da individuale, ritirandosi al termine della stagione.

## Palmarès
- 1962 (Dilettanti, una vittoria)

Ronde van Twente
- 1963 (Dilettanti, una vittoria)

Classifica generale Tour de Canada
- 1965 (Televizier, una vittoria)

5ª tappa, 1ª semitappa Tour de France (Saint-Brieuc > Châteaulin)

### Altri successi
- 1961

Criterium di Culemborg
Ronde van Driel
- 1964

Criterium di Ossendrecht
- 1965

Criterium di Oldenzaal
Criterium di Zundert
- 1966

Putte-Mechelen

## Piazzamenti

### Grandi Giri
- Tour de France

1964: ritirato (6ª tappa)
1965: ritirato (11ª tappa)

### Classiche monumento
- Milano-Sanremo

1967: 78º
- Giro delle Fiandre

1967: 65º
- Parigi-Roubaix

1965: 55º
- Liegi-Bastogne-Liegi

1964: 16º